# Könczei Ádám
Könczei Ádám (Küküllővár, 1928. január 1. – Kolozsvár, 1983. június 14.) magyar néprajzkutató, Tolna Éva férje.

## Életpályája
Marosvásárhelyen és Nagyváradon végezte a középiskolát, majd a Bolyai Tudományegyetemen 1952-ben magyar nyelv és irodalom szakos tanári oklevelet szerzett (1952). Tanárként dolgozott Szalacson, Margittán és Gyergyószentmiklós, majd Kolozsváron lett tudományos kutató a Folklór Intézetnél. Innen elbocsátották nacionalizmus vádjával, ezután nyomdai korrektor, munkás, majd terjesztő volt. Négy gyermekét nagy szegénységben nevelte.
Újra végigjárta Kodály Zoltán csíki és Bartók Béla székelyföldi gyűjtőútját, rögzítve a szövegek és zenék időbeli változását. Hagyatékában rengeteg közmondás, szólás és találós kérdés, kiolvasó, népdal és ballada maradt meg. Meghatározó szerepet játszott a kolozsvári táncház 1977-es beindításában.
1946 és 1983 közötti naplója Házatlan csiga címmel jelent meg 1998-ban. Emlékét 2003-ban az Apám tánca című dokumentumfilmben örökítette meg Seprődi Kiss Attila rendező; a forgatókönyvet Könczei Ádám fia, Könczei Árpád írta.

## Kötetei
- Házatlan csiga. Könczei Ádám naplója. 1946–1983; szerk. Könczei Csilla; Tinivár, Kolozsvár, 1998
- Könczei Ádám–Könczei Csongor: Táncház. Írások az erdélyi táncház vonzásköréből; szerk. Könczei Csongor; Kriza János Néprajzi Társaság, Kolozsvár, 2004 (Kriza könyvek)